# Ротерем (район, Саут-Йоркшир)
Ротерем (англ. Rotherham) — метрополитенский район в церемониальном графстве Саут-Йоркшир в Англии. Административный центр — город Ротерем.

## География
Район расположен в центральной и южной части графства Саут-Йоркшир, граничит с графствами Ноттингемшир и Дербишир.

## Состав
В состав района входят 5 городов:
- Диннингтон (англ.)
- Малтби (англ.)
- Ротерем
- Суинтон (англ.)
- Уот-апон-Дирн (англ.)

и 27 общин.